# The Six Wives of Henry VIII (álbum)
The Six Wives of Henry VIII (Las seis esposas de Enrique VIII) es el título de un álbum de música de 1973 del teclista de rock progresivo Rick Wakeman.
Fue su primer álbum como solista y fue lanzado en los Estados Unidos. Otros componentes del grupo Yes, al que pertenecía Wakeman por entonces, intervinieron en varias piezas.
Aunque la música no tiene mucha relación con las seis esposas de Enrique VIII, el álbum tuvo bastante éxito, y es visto como uno de los trabajos solistas más sólidos de Wakeman.
Wakeman explica el título y el tema visual con las siguientes palabras:
« Este álbum está basado en mi interpretación de las características musicales de las esposas de Enrique VIII. Aunque el sonido puede que no coincida con sus historias individuales, es mi concepción personal de los personajes a través de los instrumentos de teclado ».
Durante las actuaciones en vivo de Yes, cada miembro interpretaba un solo, y Wakeman, para el suyo, solía elegir piezas de este álbum.
Partes de esta obra (principalmente Catherine of Aragon) aparecen en una pista del álbum triple registrado en directo Yessongs, complementadas con piezas de otros trabajos, como el número coral Aleluya del Mesías de Händel.
En el vídeo de Yessongs se añade una versión jazzística de "Jingle Bells".
Al igual que con Yes, Wakeman toca una gran variedad de instrumentos de teclado en el álbum.

## Pistas
Son composiciones de Rick Wakeman, salvo una que es adaptación con la ayuda de E. J. Hopkins de una melodía popular.
Cara A:
- 1. Catherine of Aragon (Catalina de Aragón) – 3:44
- 2. Anne of Cleves (Ana de Cléveris) – 7:53
- 3. Catherine Howard (Catalina Howard) – 6:35

Cara B:
- 1. Jane Seymour (Juana Seymour) – 4:46
- 2. Anne Boleyn + The Day Thou Gavest Lord Hath Ended (Ana Bolena + melodía popular St Clement, generalmente atribuida al reverendo Clement Cotteril Scholefield (1839–1904), con la que se canta el himno del también reverendo John Ellerton (1826–1893) The Day Thou Gavest Lord Hath Ended – 6:32 (adapt.: Wakeman, E. J. Hopkins)
- 3. Catherine Parr (Catalina Parr) – 7:06

## Personal, instrumentario y algunos accesorios
- Rick Wakeman:
  - 2 sintetizadores Minimoog.
  - 2 melotrones: uno para las funciones de vocal, efectos de sonido y vibráfono; el otro, para las de flautas, metal y cuerda.
  - Frecuencímetro
  - Mesa de mezclas de audio hecha de encargo.
  - Piano de cola Steinway 9'.
  - Órgano eléctrico Hammond C-3 hecho de encargo.
  - Piano electrónico RMI (Rocky Mount Instruments).
  - Sintetizador ARP.
  - Clavecín Thomas Goff.
  - Órgano de St Giles-without-Cripplegate (Londres).
- Bill Bruford: batería (A1, B2).
- Ray Cooper: percusión (A1, B2).
- Dave Cousins: banyo eléctrico (A3).
- Chas Cronk: Bajo eléctrico (A3).
- Barry de Souza: Batería (A3).
- Mike Egan – Guitarra (A1, A2, B2, B3).
- Steve Howe – Guitarra (A1).
- Les Hurdle – Bajo eléctrico (A1, B2).
- Dave Lambert – Guitarra (A3).
- Laura Lee – Voz (B2).
- Sylvia McNeill - Voz (B2).
- Judy Powell – Voz (A1).
- Frank Ricotti – Percusión (A2, A3, B3).
- Chris Squire – Bajo eléctrico (A1).
- Barry St. John – Voz (A1).
- Liza Strike – Voz (A1, B2).
- Alan White – Batería (A2, B1, B3).
- Dave Winter – Bajo eléctrico (A2, B3).

## Enlaces
- Fotos de reproducciones en plástico de los instrumentos y de algunos accesorios empleados por Rick Wakeman para la grabación.

- Datos: Q1321882